# Севастопольский винзавод
Севастопольский винзавод, Государственное унитарное предприятие города Севастополя «Агропромышленное объединение „Севастопольский винодельческий завод“», СВЗ — предприятие первичного и вторичного виноделия в Севастополе, организованное в 1938 году. В ходе Великой Отечественной войны в 1942 году было взорвано, восстановлено в 1961 году. В настоящее время специализируется на выпуске игристых вин.

## История
28 июля 1936 года на заседании Политбюро, при личном участии И. В. Сталина, было принято Постановление Совнаркома СССР и ЦК ВКП(б) «О производстве „Советского шампанского“, десертных и столовых вин», предусматривающее строительство заводов по производству шампанских вин на территории крупнейших городов СССР. Строительство завода шампанских вин в Севастополе было начато согласно приказу народного комиссара пищевой промышленности СССР А. И. Микояна № 268 от 16 ноября 1937 года. Позднее было подписано постановление «О развитии виноградарства и виноделия „Массандры“ и шампанского производства».
В 1938 году был организован Севастопольский винный завод в составе комбината Массандра. В том же 1938 году была заложена первая партия шампанского по классической технологии, а к 1940 году было выпущено 500 тыс. бутылок выдержанного шампанского, на выдержке находилось ещё около 2 млн бутылок. Во время обороны Севастополя штольни завода служили укрытием для раненых, шампанское развозили по позициям для поддержки сил защитников, дезинфекции ран и утоления жажды, бутылки использовались для «коктейля Молотова». 29 и 30 июня 1942 в ходе оставления города штольни завода и Спецкомбинатов № 1 и № 2 были взорваны.
В 1961 году на берегу Южной бухты в Севастополе был восстановлен экспериментальный шампанский цех. Его разместили в трехэтажной подземной штольне бывшего военного объекта. Шампанский цех был спроектирован и построен молодым виноделом, будущий директором завода A. M. Филипповым. На предприятии трудились виноделы P. A. Айрапетян, М. В. Русалова-Бойкова, А. Ф. Асеева, Е. П. Шольц-Куликов (в будущем профессор, д.т. н.), Н. П. Тищенко.
За короткий срок было оборудовано винохранилище, тиражное, ремюажно-дегоржажные отделения, экспедиция шампанского. Установлены акратофоры для производства игристых вин резервуарным способом. Была создана шампанская лаборатория и холодильная камера для хранения недобродов и обработки виноматериалов. В Севастополе было восстановлено производство игристых вин классическим бутылочным и современным резервуарным способами. Первая продукция после возрождения завода — «Севастопольское игристое» в количестве 1231 бутылок была выпущена в 1963 году.
Под руководством профессора Г. Г. Агабальянца, заведующего кафедрой технологии виноделия Всесоюзного заочного института пищевой промышленности и Г. Г. Валуйко заведующий отделом технологии НИВиВ «Магарач», позднее доктора, профессора в экспериментальном шампанском цехе осваивается новая технология красных игристых вин, а с помощью Н. С. Охременко старшего научного сотрудника отдела технологии вина — производство мускатных игристых вин. Е. П. Шольц-Куликов на Севастопольском заводе участвовал в создании шампанских вин — «Мускатного игристого», «Полусухого выдержанного шампанского», «Севастопольского игристого». Эти вина удостаивались медалей на конкурсах в Тбилиси, Ялте, Братиславе, Софии.
С 1965 года начинается известность Севастопольского шампанского. На Первом Международном конкурсе вин и коньяков в Тбилиси Советское шампанское полусухое, выдержанное в подвале экспериментального шампанского цеха, получило золотую медаль с высшим дегустационным баллом среди вин этого класса СССР. В 1966 году это же вино получило серебряную медаль на Международном конкурсе вин в Будапеште. С 1963 года завод начал производство тихих вин. К 1969 году вышел проектную мощность 600 тыс. дал вина в год, а к 1983 году достиг максимального за свою историю производства — 940 тыс. дал в год.
До 1991 года Севастопольский винзавод был экспериментальной базой для разработок новых марок шампанского для многих заводов шампанских вин СССР (Киева, Харькова, Москвы, Горького, Баку), а специалисты завода занимались изучением виноградарских районов Крыма и особенностей произрастания разных сортов винограда в этом регионе. С 1997 года завод был полностью перепрофилирован на выпуск шампанского и игристых вин.

## Описание
Адрес предприятия: 299009, Россия, Крым, город Севастополь, ул. Портовая, д. 8. По российскому законодательству перерегистрировано 16 октября 2014 года. Учредитель — Правительство Севастополя. Директор Васюков А. А.
У предприятия в собственности 600 га собственных виноградников в окрестностях Севастополя. Выращиваются такие сорта, как Шардоне, Пино Нуар, Алиготе, Совиньон, Рислинг, Мускат янтарный, Мускат гамбургский, Мерло, Каберне-Совиньон и другие.
Севастопольский винодельческий завод состоит из двух автономных цехов, разделенных территориально и работающих в автономном режиме. Они имеют собственные винохранилища, размещенные в подземных штольнях с постоянной температурой и влажностью. Общая вместимость винохранилища 320 тыс. дал единовременного хранения. Технологическая тара эмалированные цистерны емкостью 1,0-2,4 тыс. дал. Шампанизация вин проводится в 20 резервуарах (акратофорах) общей вместимостью 29,5 тыс. дал. Завод первичного виноделия (винодельня), расположен в Орловке, в непосредственной близости к плантациям. Там установлены современные системы температурного контроля, планируется заменить прессы и дробилки для переработки винограда. Предприятие способно производить до 8 миллионов бутылок игристого вина в год.
В 2018 году СВЗ начал выпуск игристых вин с защищенным географическим указанием ЗГУ «Крым».
В 2019 году Правительством Севастополя уставной фонд был увеличен с 22 миллионов до 131 миллиона 14 тысяч рублей.

## Вина завода
- Игристое вино Севастопольское (ранее Севастопольское игристое) в вариантах
  - белое брют
  - белое полусухое
  - белое полусладкое
  - белое мускатное
  - розовое полусладкое

В производстве используется купаж трех сортов винограда — Шардоне, Пино-фран и Совиньон-блан.